# Эфик (язык)
Эфик /ˈɛfɪk/  (Usem Efịk) — язык народа эфик, проживающего в современных штатах Кросс-Ривер и Аква-Ибом в Нигерии, а также на северо-западе Камеруна. Эфик взаимопонятен с другими языками нижнего Кросс-Ривера, такими как ибибио, ананг, оро и экид, но степень взаимопонимания с оро и экид является односторонней: носители этих языков понимают эфик (и ибибио), но не наоборот. Лексика эфик обогатилась благодаря контактам с британцами, португальцами и соседними народами, включая балондо, орон, эфут, окойонг, эфиат и экои (ква).

## Классификация
Классификация языка эфик неоднократно пересматривалась. Первую попытку в 1854 г. предпринял доктор Уильям Бальфур Бейки, связавший эфик с игбо и условным «кафрским классом» (термин для языков банту). Позже Хью Голди отнёс эфик к «северным языкам», сравнив его структуру с семитскими. Д. Вестерманн включил эфик в западносуданскую группу, а Джозеф Гринберг — в подсемью бенуэ-конго (нигеро-конголезской семьи), основываясь на системе именных аффиксов. Критики, как Дер-Уссикян, указывали на обилие синонимов в словаре эфик, усложняющее классификацию. Современная лингвистика относит эфик к подгруппе нижнего Кросс-Ривера.

## История

### Письменность
Письменная форма эфик появилась в 1812 г. благодаря вождю Эйо Нса (известному как Вилли Эйо Хонести). Записанные им слова:
| Словарь Эйо | Современный эфик | Русский перевод |
| ----------- | ---------------- | --------------- |
| hittam      | itam             | 'шляпа'         |
| hecat       | ikọt             | 'лес'           |
| henung      | inụn̄             | 'соль'          |
| erto        | eto              | 'дерево'        |
| wang        | n̄wan             | 'женщина'       |
| erboir      | ebua             | 'собака'        |
| heuneck     | unek             | 'танец'         |

### Ранняя письменная традиция и развитие литературного языка эфик
До документирования слов языка эфик вождём Эйо Нса многие торговцы в Старом Калабаре уже умели читать и писать, ведя дневники на английском языке. Самое раннее сохранившееся письмо от вождей Старого Калабара датируется 1776 годом. Таким образом, почва для развития письменного языка эфик была подготовлена ещё до прибытия миссионеров.
Когда в 1846 году в Старый Калабар прибыла миссия Объединённая пресвитерианская церковь Шотландии, преподобные Хоуп Уодделл и Сэмюэл Эджерли при содействии торговца-эфика Эгбойонга (Экпеньонг) начали запись лексики эфик. Эти материалы были напечатаны на литографическом прессе и подготовлены к публикации к 1849 году.

### Создание орфографии
Перед миссионерами встала проблема разработки подходящей орфографии для языка эфик. Выбранная ими система была создана доктором Лепсиусом, чей фонетический алфавит признали наиболее подходящим для эфик. Первый словарь эфик был издан в 1862 году преподобным Хью Голди, который в 1874 году разработал и утвердил орфографию языка.

### Развитие литературы
Язык эфик пережил расцвет письменной литературы, в создании которой активное участие принимали как миссионеры, так и сами носители языка. Среди ранних религиозных переводов: Ветхий Завет, завершённый Александром Роббом в 1868 и напечатанный в 1873. Послание к Евреям апостола Павла, переведённое Уильямом Андерсоном
Местные священнослужители также внесли значительный вклад: Преподобный Эсиен Эсиен Укпабио (первый рукоположённый священник-эфик в 1872 г.) перевёл работу Дж. Х. Уилсона «Евангелие и его плоды». Асуако Эканем перевёл на эфик «Святую войну» Джона Беньяна

### Церковная музыка и периодика
Супруги Уильям Иньянг Нданг и Джейн Нданг (побывавшая в Британии) стали пионерами церковных хоров в Калабаре и создали множество гимнов.
В 1930—1950-х годах на языке эфик издавались: Ежеквартальный журнал «Obụkpọn Obio» («Городской горн», 12 стр., 1930-е), редактор — преподобный Джеймс Баллантайн. Освещал темы от «Усуходе е Уфоро Обио» (Упадок и процветание города) до «Уфок Ндо» (Брачный дом). Ежемесячник «Un̄wana» («Свет», 32 стр., 1940-е), редактор Э. Н. Амаку. Еженедельная газета «Obodom Edem Usiahautin» («Восточный говорящий барабан», 8 стр., 1948—1950), редактор — вождь Этим Экпеньонг. Стоимость — 2 пенса, содержала рубрику «Мбук нкпонтибе эреримбуот» (Мировые новости). Таким образом, с прибытием христианских миссионеров в 1846 году язык эфик получил значительное развитие в письменной форме.

## Распространение языка эфик
Благодаря обширной торговой деятельности народа эфик их язык стал лингва франка региона Кросс-Ривер. Как отмечают Оффионг и Анса:

Язык эфик за многие годы развился до такого уровня, что доминирует над другими языками штата Кросс-Ривер. Такие языки, как кионг (язык народа окойонг), уже вымерли, поскольку их носители полностью перешли на эфик. То же самое происходит и с языком эфут, на котором говорят в южной части Калабара. Помимо того, что эфик является родным языком для трети населения штата, он выступает в качестве второго или третьего языка для большинства жителей Кросс-Ривер. В рекламной сфере эфик занимает второе место после английского. Телевизионные и радиорекламы ежедневно транслируются на этом языке. В политике эфик используется в Южном и части Центрального избирательных округов штата. В сфере образования существует учебная программа по изучению эфик в начальных и средних школах. На лингвистическом факультете Университет Калабара язык изучается на уровне бакалавриата.

Среди народа ибибио язык эфик был принят в качестве литературного благодаря переводу Библии, выполненному миссией Церкви Шотландии. Язык эфик также сохранился в странах Вест-Индии из-за вывоза рабов из региона Кросс-Ривер. Слова эфикского происхождения можно найти в лексике народа гулла-гичи в США.В диаспоре на Кубе используется креолизированная форма языка эфик в тайном обществе Абакуа, которое имеет свои корни в эфикском тайном обществе Экпе в Нигерии.

## Устное народное творчество
В своем сборнике 1865 года Остроумие и мудрость Западной Африки, Ричард Фрэнсис Бёртон опубликовал более 400 пословиц и поговорок эфик с английскими переводами, взятыми из словаря Голди Словарь языка эфик.
Вот некоторые из них:
- «Owo odua ke ukut, adaha; owo odua ke inua, idahake.» «Кто упал ногами (то есть поскользнулся) — поднимется; кто упал языком (то есть сказал лишнее) — не поднимется.» (№ 34) Мораль: Слово может навредить больше, чем действие.
- «Owo ese edun edem nkpo; Abasi ese idem eset.» «Человек смотрит только на внешнее; Бог видит самое сердце.» (№ 50) Мораль: Истинная сущность скрыта от людских глаз.
- «Inyan inyan ofiok edem ubum; kpa ntre ke Abasi ofiok ini mkpa.» «Только море знает дно корабля; только Бог знает час смерти.» (№ 51) Мораль: Человеку не дано знать срок своей кончины.
- «Edim idibonke udi mi.» «Дождь не будет литься на мою могилу (то есть у меня есть сын, который построит надгробие); я не бездетен.» (№ 57) Мораль: Продолжение рода обеспечивает посмертную память.